# 친정엄마 (영화)
《친정엄마》는 2010년에 개봉한 대한민국의 영화이다.

## 캐스팅
- 김해숙 : 엄마 역
- 박진희 : 지숙 역
- 조영진 : 지숙 부 역
- 이무생 : 준수 역
- 최영인 : 해남댁 역
- 최혜경 : 남원댁 역
- 정영기 : 진호 역
- 김순애 : 미정 역
- 여희구 : 혜영 역
- 최선영 : 8세 지숙 역
- 백진기 : 6세 진호 역
- 김자영 : 콩나물가게 상인 역
- 송영재 : 버스 취객 1 역
- 곽자형 : 버스 취객 2 역
- 김민하 : 14세 지숙 역
- 박기현 : 12세 진호 역
- 이빛나 : 14세 미정 역
- 이선주 : 김 작가 역
- 이미도 : 이 작가 역
- 오창경 : 윤 PD 역
- 배윤범 : 신부 역
- 백재진 : 미정 남편 역
- 신창수 : 승용차 운전자 역